# ブラッド・リデル
ブラッド・リデル（Brad Riddell、1991年9月30日 - ）は、ニュージーランドの男性総合格闘家、元キックボクサー。クライストチャーチ出身。シティ・キックボクシング／タイガームエタイ所属。

## 来歴

### キックボクシング
プロキックボクシングでタイトルを複数獲得。ジョン・ウェイン・パーに勝利し、GLORY世界ウェルター級王者のセドリック・ドゥンベを相手に互角に渡り合うなど活躍し、最終的に59勝10敗の戦績を残した。

### 総合格闘技
2013年、プロ総合格闘技デビュー。キックボクシングと並行して総合格闘技の試合を行い7戦6勝の戦績を残す。

### UFC
2019年10月6日、UFC初参戦となったUFC 243でジェイミー・ムラーキーと対戦し、3-0の判定勝ち。ファイト・オブ・ザ・ナイトを受賞した。
2021年6月12日、UFC 263でライト級ランキング13位のドリュー・ドーバーと対戦し、壮絶な打ち合いを繰り広げて3-0の判定勝ち。ファイト・オブ・ザ・ナイトを受賞した。
2021年12月4日、UFC on ESPN: Font vs. Aldoでライト級ランキング14位のラファエル・フィジエフと対戦し、右スピニングバックで3RTKO負け。
2022年11月12日、UFC 281でヘナート・モイカノと対戦し、リアネイキドチョークで1R一本負け。試合後、モチベーションの低下を理由に総合格闘技からの休養を発表した。

## 人物・エピソード
- ニックネームの「クエイク」（地震）は、2011年にリデルの地元クライストチャーチが震災で大きな被害を被ったカンタベリー地震に由来する。

## 戦績
| 総合格闘技 戦績 | 総合格闘技 戦績 | 総合格闘技 戦績 | 総合格闘技 戦績 | 総合格闘技 戦績 | 総合格闘技 戦績 | 総合格闘技 戦績 |
| --------------- | --------------- | --------------- | --------------- | --------------- | --------------- | --------------- |
| 14 試合         | (T)KO           | 一本            | 判定            | その他          | 引き分け        | 無効試合        |
| 10 勝           | 5               | 0               | 5               | 0               | 0               | 0               |
| 4 敗            | 1               | 3               | 0               | 0               | 0               | 0               |

| 勝敗 | 対戦相手                 | 試合結果                                   | 大会名                                                         | 開催年月日     |
| ×    | ヘナート・モイカノ       | 1R 3:20 リアネイキドチョーク               | UFC 281: Adesanya vs. Pereira                                  | 2022年11月12日 |
| ×    | ジェイリン・ターナー     | 1R 0:45 ギロチンチョーク                   | UFC 276: Adesanya vs. Cannonier                                | 2022年7月3日   |
| ×    | ラファエル・フィジエフ   | 3R 2:20 TKO（右スピニングバックキック）    | UFC on ESPN 31: Font vs. Aldo                                  | 2021年12月4日  |
| ○    | ドリュー・ドーバー       | 5分3R終了 判定3-0                          | UFC 263: Adesanya vs. Vettori 2                                | 2021年6月12日  |
| ○    | アレックス・ダ・シウバ   | 5分3R終了 判定3-0                          | UFC 253: Adesanya vs. Costa                                    | 2020年9月27日  |
| ○    | マゴメド・ムスタファエフ | 5分3R終了 判定2-1                          | UFC Fight Night: Felder vs. Hooker                             | 2020年2月23日  |
| ○    | ジェイミー・ムラーキー   | 5分3R終了 判定3-0                          | UFC 243: Whittaker vs. Adesanya                                | 2019年10月6日  |
| ○    | マイキー・ヴァオトゥーア | 5分3R終了 判定3-0                          | Wollongong Wars 7 【WollongongWarsウェルター級タイトルマッチ】 | 2019年5月25日  |
| ○    | マキシム・プガチェフ     | 1R 5:00 TKO（パンチ連打）                  | Glory of Heroes 38                                             | 2019年4月16日  |
| ○    | シェム・マードック       | 1R 3:42 TKO（ボディへの右膝蹴り→パウンド） | Glory of Heroes 37                                             | 2018年4月28日  |
| ×    | アベル・ブライト         | 1R 1:05 腕ひしぎ十字固め                   | Hex Fight Series 15                                            | 2018年7月21日  |
| ○    | ソン・ケナン             | 2R 2:43 TKO（左ボディブロー）              | Glory of Heroes 6                                              | 2017年1月13日  |
| ○    | イー・エラー             | 2R TKO（パンチ連打）                       | Conquest of Heroes                                             | 2016年12月3日  |
| ○    | ジ・ジーンキー           | 1R 2:15 KO（右ストレート）                 | International Boxing                                           | 2013年8月31日  |

## 獲得タイトル
- Wollongong Warsウェルター級王座（2019年）

## 表彰
- UFCファイト・オブ・ザ・ナイト（2回）